# ウルフ・ティンマーマン
ウルフ・ティンマーマン（Ulf Timmermann、1962年11月1日 - ）はドイツの陸上競技砲丸投選手である。旧東ドイツの東ベルリン出身で、1980年代後半にかけて活躍した選手で、史上初めて23m超の投擲を行った選手であり、もっとも多く22mを超える投擲を行っている選手である。
1988年ソウルオリンピックでは、開会式において東ドイツ選手団の旗手を務めた。同大会では金メダルを獲得している。

## 世界記録
- 砲丸投　22m62　1985年9月22日
- 砲丸投　23m06　1988年5月22日 (自己ベスト、世界歴代4位)

## 主な実績
| 年   | 大会                             | 場所                               | 種目   | 結果 | 記録  |
| ---- | -------------------------------- | ---------------------------------- | ------ | ---- | ----- |
| 1983 | 世界陸上競技選手権大会           | ヘルシンキ(フィンランド)           | 砲丸投 | 2位  | 21m16 |
| 1985 | ヨーロッパ室内陸上競技選手権大会 | アテネ・ピレウス(ギリシャ)         | 砲丸投 | 2位  | 21m44 |
| 1985 | IAAFワールドカップ               | キャンベラ(オーストラリア)         | 砲丸投 | 1位  | 22m00 |
| 1986 | ヨーロッパ陸上競技選手権大会     | シュトゥットガルト(西ドイツ)       | 砲丸投 | 2位  | 21m84 |
| 1987 | ヨーロッパ室内陸上競技選手権大会 | リエヴァン(フランス)               | 砲丸投 | 1位  | 22m19 |
| 1987 | 世界室内陸上競技選手権大会       | インディアナポリス(アメリカ合衆国) | 砲丸投 | 1位  | 22m24 |
| 1988 | オリンピック                     | ソウル(韓国)                       | 砲丸投 | 1位  | 22m47 |
| 1989 | ヨーロッパ室内陸上競技選手権大会 | ハーグ(オランダ)                   | 砲丸投 | 1位  | 21m68 |
| 1989 | 世界室内陸上競技選手権大会       | ブダペスト(ハンガリー)             | 砲丸投 | 1位  | 21m75 |
| 1989 | IAAFワールドカップ               | バルセロナ(スペイン)               | 砲丸投 | 1位  | 21m68 |
| 1990 | ヨーロッパ室内陸上競技選手権大会 | グラスゴー(イギリス)               | 砲丸投 | 2位  | 21m44 |
| 1990 | ヨーロッパ陸上競技選手権大会     | スプリト(ユーゴスラビア)           | 砲丸投 | 1位  | 21m32 |